# Günter Zeitler
Günter Zeitler é um handebolista alemão, que competiu pelo SC Dynamo Berlin/ Sportvereinigung (SV) Dynamo. Ele conquistou a medalha de prata no campeonato mundial de 1966. 